# Ane Pikaza Ereño
Ane Pikaza Ereño   (Bilbao, 26 d'octubre de 1984) és una actriu i il·lustradora basca. És coneguda per haver interpretat Arrate, la neta de Maria Luisa, a la sèrie de televisió Goenkale d'ETB1 durant dues temporades. També va interpretar el paper de Maria Luisa en una seqüència de flashback.

## Trajectòria
Des que es va llicenciar en Belles Arts i Art Dramàtic ha combinat el món de la il·lustració i les arts escèniques. Un perfil mulitidisciplinar que li ha permès investigar diferents formats, aplicacions i relacions entre la il·lustració i sectors paral·lels com el teatre o els videojocs.
L'any 2020, protagonitzà la pel·lícula Nora, de la directora Lara Izaguirre, una road movie que explica el viatge per la costa del País Basc d'una jove per a portar les cendres del seu avi junt amb les de la seva àvia. El film inaugurà la secció Zinemira del Festival Internacional de Cinema de Sant Sebastià.

## Obres

### Teatre
- Como todos los martes
- Hasta que la vida eterna se acaba
- La posadera
- Monólogos de Shakespeare
- Homenaje a Khalil Gibran
- Altsasu (2021)[5]

### Televisió
- Goenkale (2005-2007)

### Cinema
- Vitoria, 3 de marzo (2018)
- Jesus is B(l)ack (curtmetratge, 2019)
- Nora (2020)[6]
- Ane (2020)

### Videojocs
- Los ríos de Alice (2013)[7]